# Дмитрово (Тихвинский район)
Дмитрово — деревня в Цвылёвском сельском поселении Тихвинского района Ленинградской области.

## История
Деревня Дмитрово упоминается в переписи 1710 года в Воскресенском Лепенском погосте Заонежской половины Обонежской пятины.
Как деревня Митрово она обозначена на «Специальной карте западной части России» Ф. Ф. Шуберта 1844 года.

ДМИТРОВО — деревня Дмитровского общества, прихода Знаменской Градской церкви. Река Сясь.

Крестьянских дворов — 44. Строений — 56, в том числе жилых — 46.

Число жителей по семейным спискам 1879 г.: 122 м. п., 137 ж. п.; по приходским сведениям 1879 г.: 123 м. п., 122 ж. п.

В конце XIX — начале XX века деревня относилась к Сугоровской волости 1-го земского участка 1-го стана Тихвинского уезда Новгородской губернии.
В начале XX века близ деревни находились сопки высотой от 1 до 7 саженей.

ДМИТРОВО — деревня Дмитровского общества, дворов — 45, жилых домов — 45, число жителей: 168 м. п., 176 ж. п. 

Занятия жителей — земледелие. Река Сясь. Часовня, мелочная лавка, смежна с деревней Лепша. (1910 год)

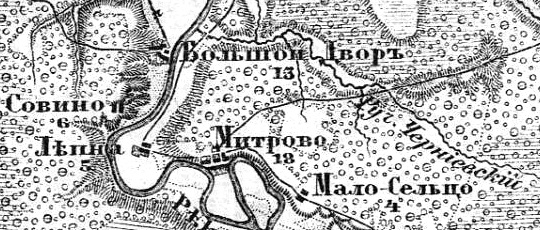
Деревня Дмитрово на карте 1913 года

Согласно карте Петроградской и Новгородской губерний 1913 года деревня называлась Митрово насчитывала 18 крестьянских дворов. По данным 1913 года в деревне была своя земская школа, 2 учителя и 50 учеников. Школа обслуживала селения: Лепша, Дмитрово, Большой Двор, Туравкино, Савино, Усть-Шомукша, Горелуха, Горелые Харчевни.
С 1917 по 1918 год деревня Дмитрово входила в состав Сугоровской волости Тихвинского уезда Новгородской губернии. 
С 1918 года в составе Ольховской волости Череповецкой губернии.
С 1924 года в составе Пригородной волости.
С 1927 года в составе Дмитровского сельсовета Тихвинского района.
В 1928 году население деревни Дмитрово составляло 356 человек.
Согласно карте Ленинградской области Северо-западного аэрогеодезического треста ГГУ издания 1932 года деревня называлась Дмитрова и насчитывала 39 крестьянских дворов. В деревне находились: сельсовет, почта и две часовни:
| Внешние изображения | Внешние изображения                 |
| ------------------- | ----------------------------------- |
|                     | Деревня Дмитрово на карте 1932 года |

По данным 1933 года деревня Дмитрово являлась административным центром Дмитровского сельсовета, в который входили 9 населённых пунктов: Большой Двор, Дмитрово, Заболотье, Кулатино, Лепша, Малое Сельцо, Овинцево, Савино, Туравкино, общей численностью населения 1530 человек.
По данным 1936 года в состав Дмитровского сельсовета входили 10 населённых пунктов, 215 хозяйств и 7 колхозов.
С 1954 года в составе Кулатинского сельсовета.
В 1961 году население деревни Дмитрово составляло 135 человек.
С 1964 года в составе Липногорского сельсовета.
По данным 1966, 1973 и 1990 годов деревня Дмитрово также входила в состав Липногорского сельсовета.
В 1997 году в деревне Дмитрово Липногорской волости проживал 71 человек, в 2002 году — 45 (русские — 91 %).
В 2007 году в деревне Дмитрово Цвылёвского СП проживали 49 человек, в 2010 году — 43.

## География
Деревня расположена в юго-западной части района на автодороге 41К-910 (подъезд к дер. Дмитрово) к западу от автодороги 41К-265 (Овино — Липная Горка).
Расстояние до административного центра поселения — 9 км.
Расстояние до ближайшей железнодорожной станции Цвылёво — 5 км.
Деревня находится на правом берегу реки Сясь.

## Демография
| 1879 | 1910 | 1928 | 1961 | 1997 | 2002 | 2007 |
| ---- | ---- | ---- | ---- | ---- | ---- | ---- |
| 259  | ↗344 | ↗356 | ↘135 | ↘71  | ↘45  | ↗49  |
| 2010 | 2017 |      |      |      |      |      |
| ↘43  | ↗47  |      |      |      |      |      |

### Национальный состав
Согласно данным Всероссийской переписи населения 2021 года в деревне проживали 33 человека, из них:
 русские — 31, украинцы — 2 человека.

## Улицы
Ивановская, Лепшинская, Луговая.